# Sint-Andreaskerk (Aartrijke)

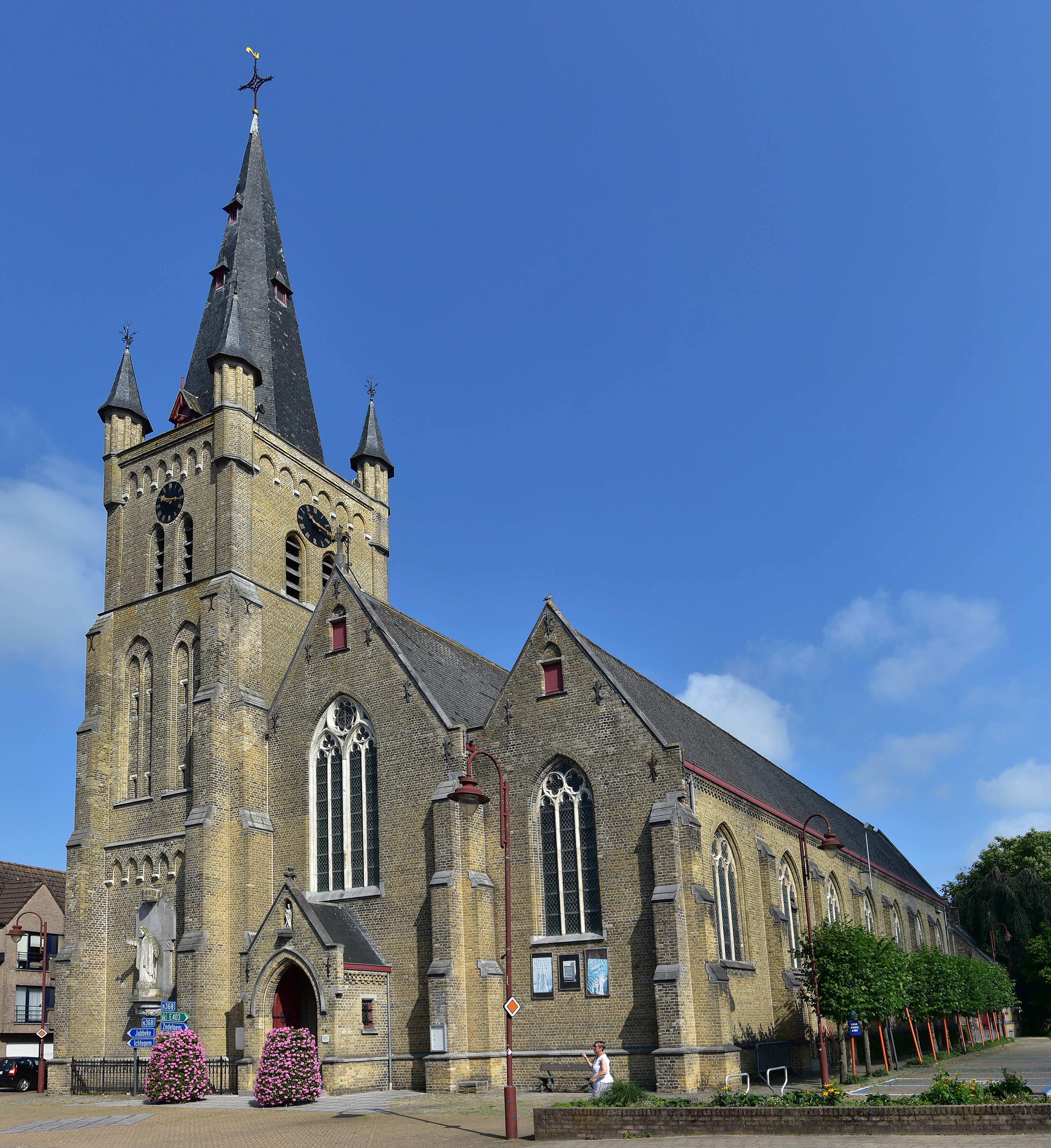
Sint-Andreaskerk

De Sint-Andreaskerk is de parochiekerk van de tot de West-Vlaamse gemeente Zedelgem behorende plaats Aartrijke, gelegen aan Brugsestraat 1. De kerk is toegewijd aan de heilige Andreas en Antonius-abt werd hier vereerd.

## Geschiedenis
De Sint-Andreasparochie werd mogelijk al omstreeks 700 zijn gesticht door monniken van de Sint-Amandsabdij te Saint-Amand-les-Eaux. De eerste schriftelijke vermelding van een kerkgebouw is van 893. In het jaar 1000 kwam het patronaatsrecht in bezit van het Sint-Donaaskapittel te Brugge. Van 1109-1114 werd de eerste (natuur-)stenen kerk gebouwd. Omstreeks 1566 werd de kerk, tijdens de godsdiensttwisten, verwoest. In het eerste kwart van de 17e eeuw werd het koor herbouwd, omstreeks 1656 werd het kerkschip opnieuw gebouwd. Het betrof een eenbeukige kruiskerk met vieringtoren. Einde 18e eeuw was deze kerk bouwvallig en er werd een nieuwe kerk gebouwd, welke in 1793 werd ingewijd.
Vanwege de bevolkingsgroei werd uiteindelijk ook deze kerk te klein. Naar ontwerp van Thierry Nolf werd een nieuwe kerk gebouwd van 1897-1900 in neogotische stijl. Deze noord-zuid georiënteerde kerk werd voorzien van drie neogotische altaren, vervaardigd door Henri de Tracy. In 1911 werd de torenspits geplaatst.
Tijdens de Eerste Wereldoorlog werd de kerk door de Duitsers als noodhospitaal gebruikt en werd de tegenoverliggende herberg als noodkerk benut. In 1929 kwam er een Heilig Hartbeeld.

## Gebouw
Het betreft een driebeukige hallenkerk waarbij de toren ingebouwd is in de linkerzijbeuk. De toren heeft drie geledingen. Op de torentrans zijn vier achtzijdige arkeltorentjes geplaatst. Het koor is driezijdig afgesloten.
Het interieur is neogotisch.

## Galerij

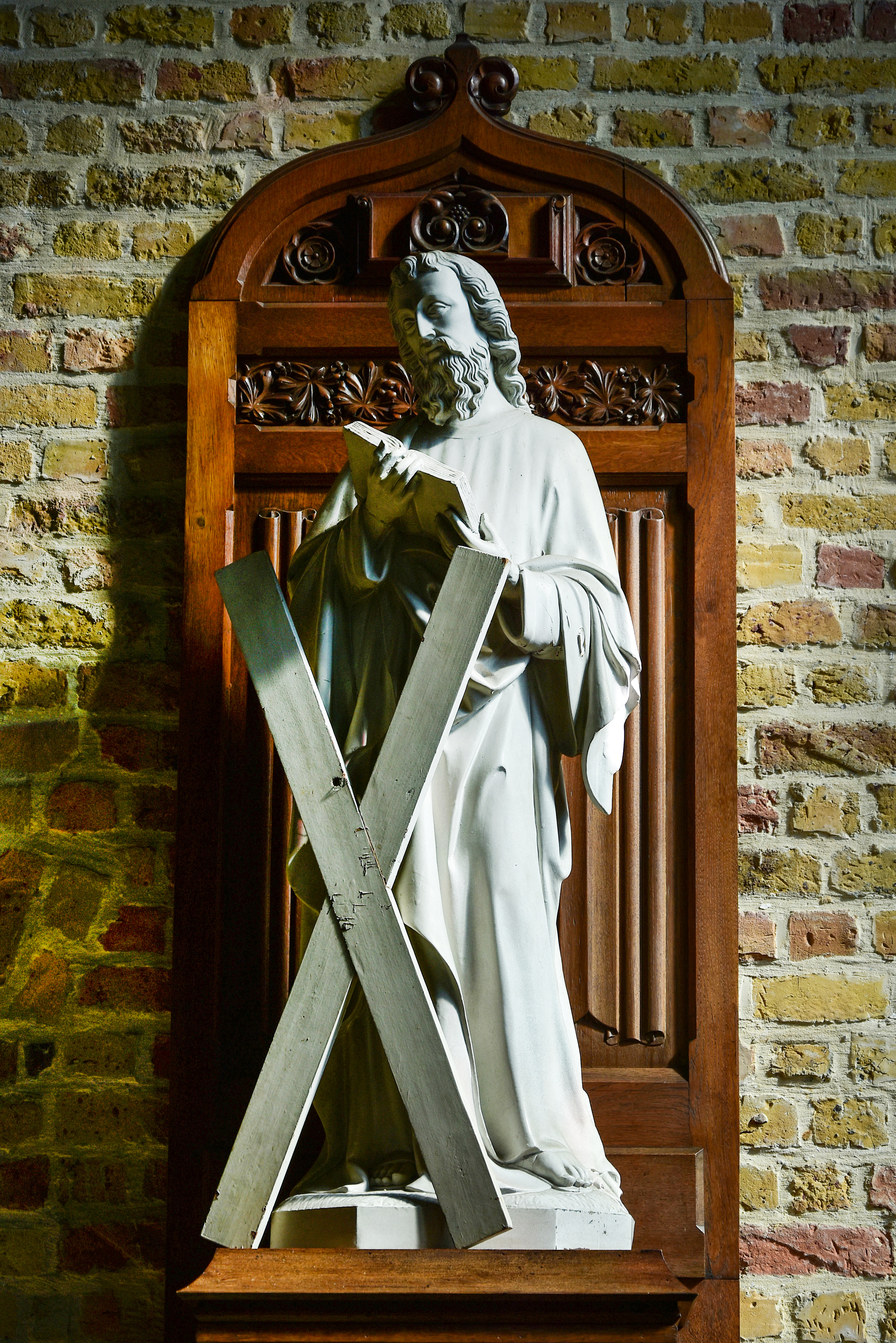
Andreas en het andreaskruis
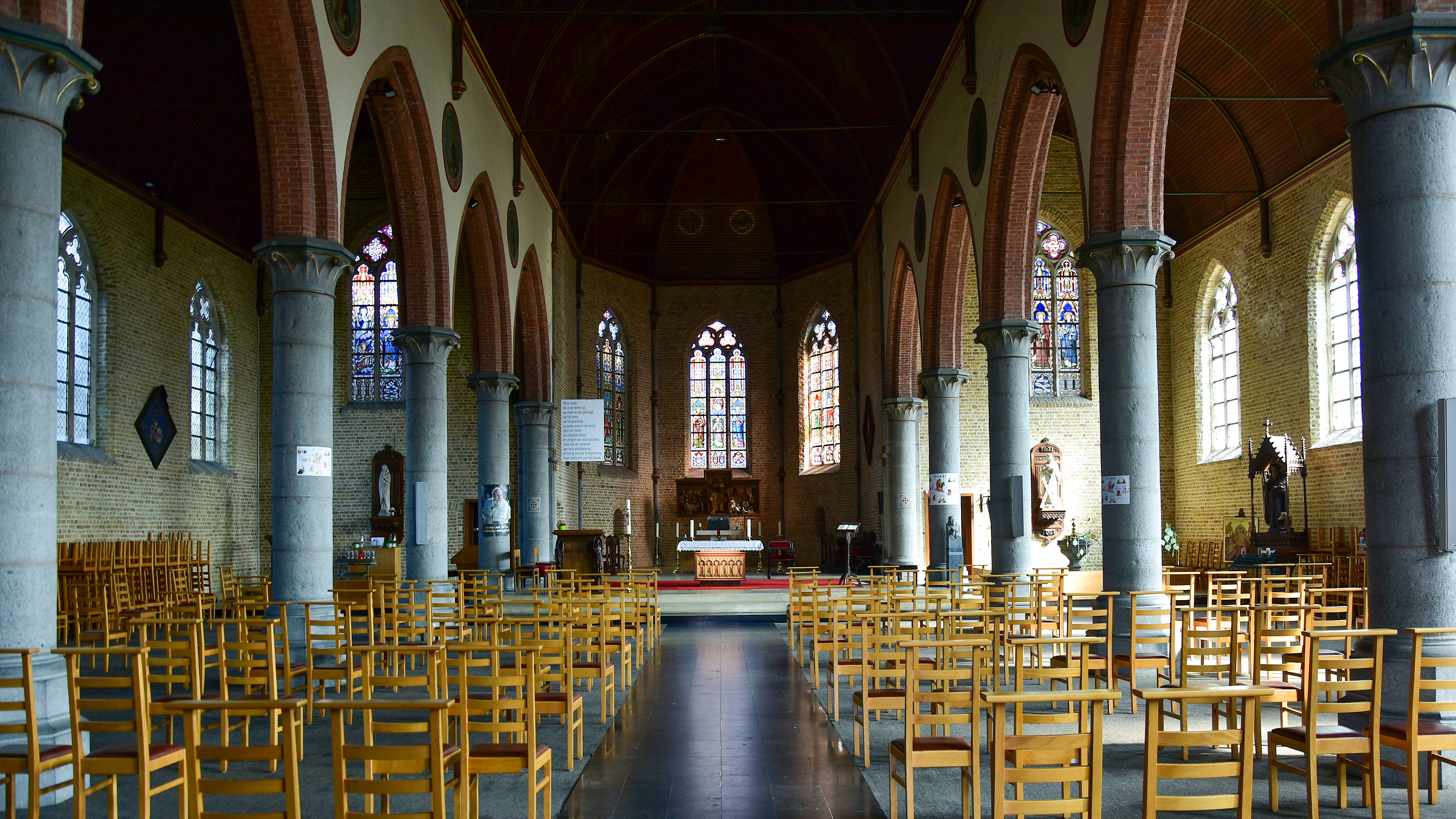
Kerkschip
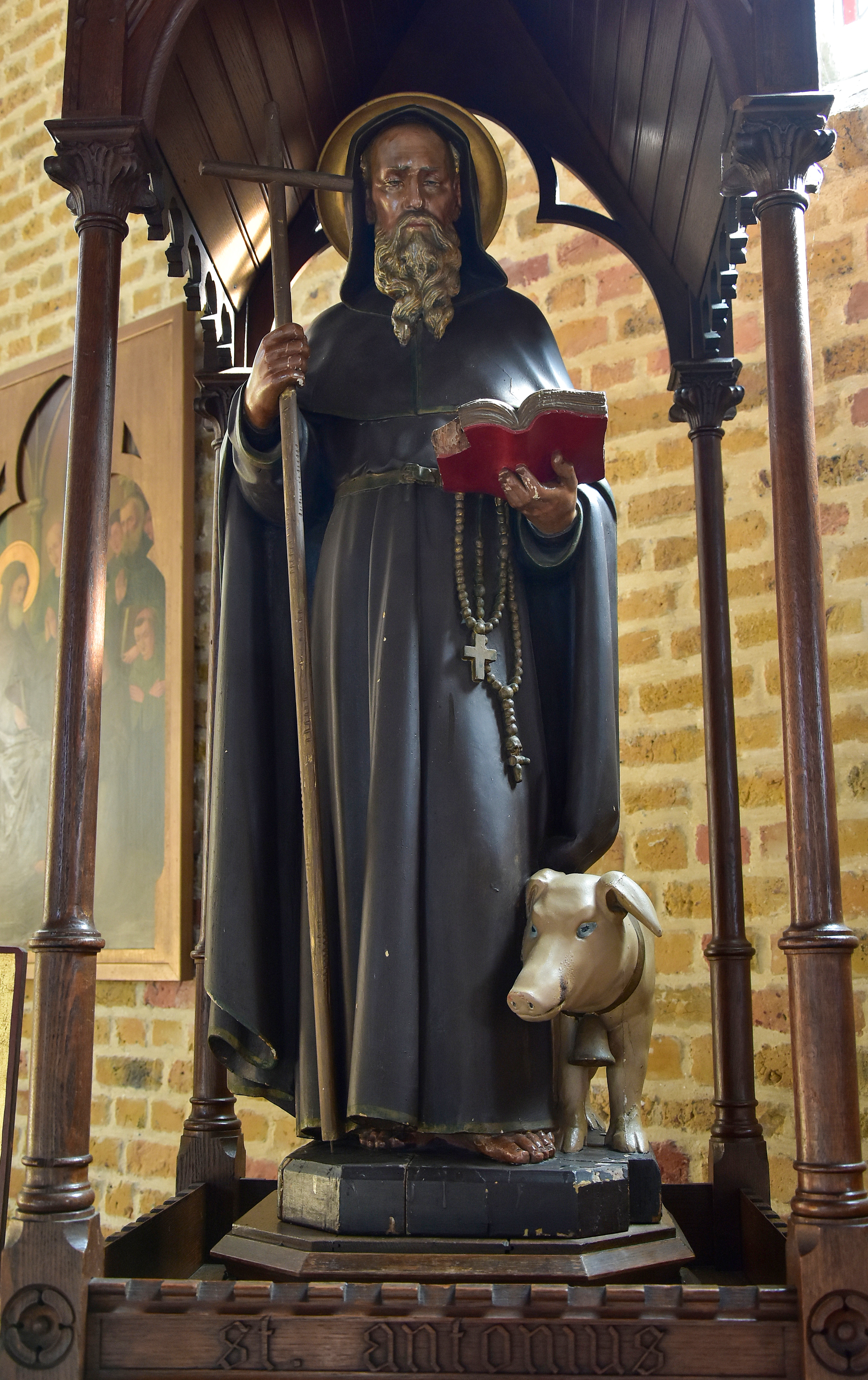
Antonius-abt
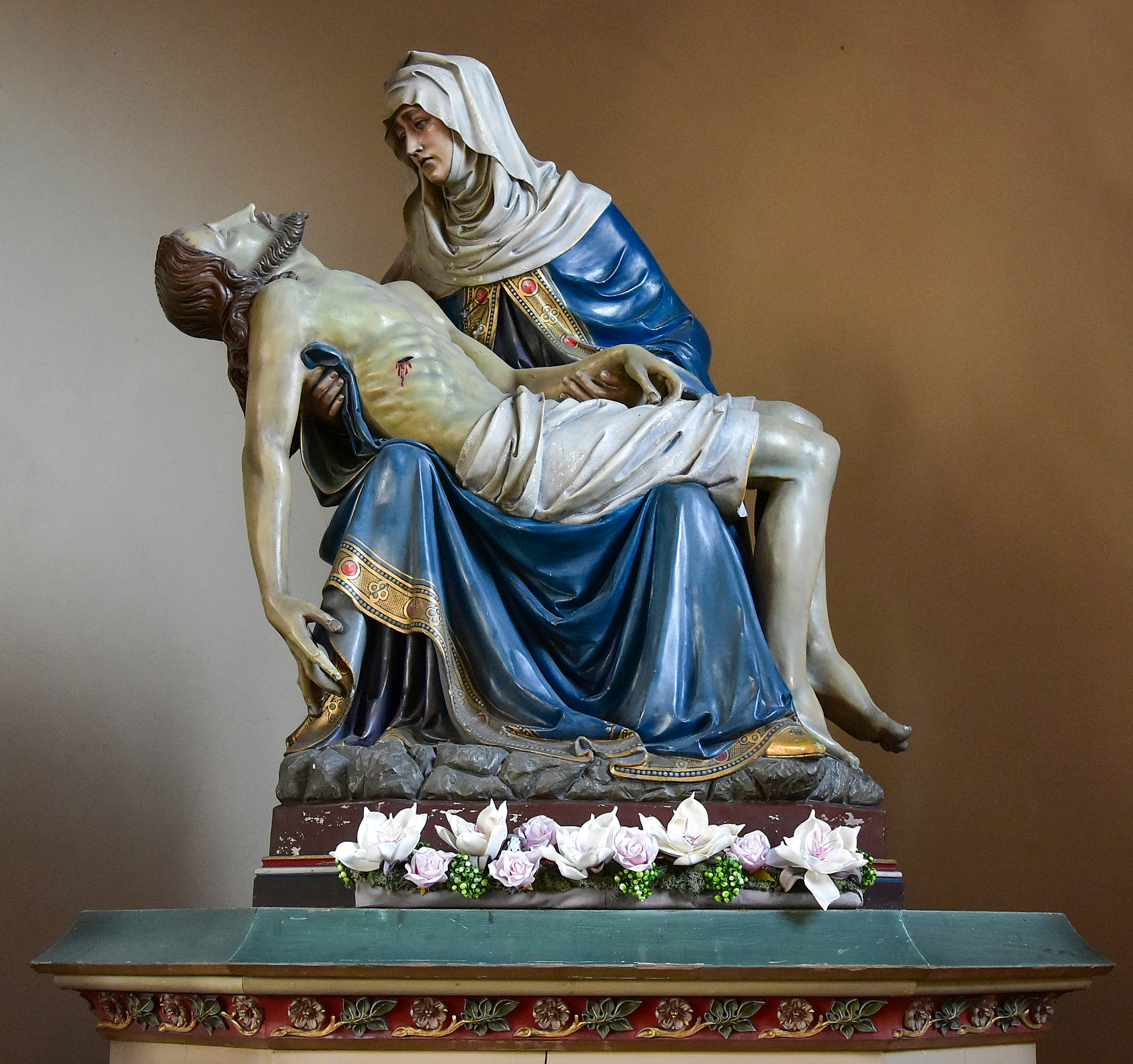
Piëta